# 871

## Esdeveniments
- El rei saxó imposa per primer cop el domini a Londres, ocupat pels danesos
- Els musulmans conquereixen Siracusa
- Auge de la filosofia d'Alkindi
- Fundació de Tønsberg, la ciutat nòrdica més antiga encara conservadaL'emperador Lluís II d'Itàlia captura la capital Bari.

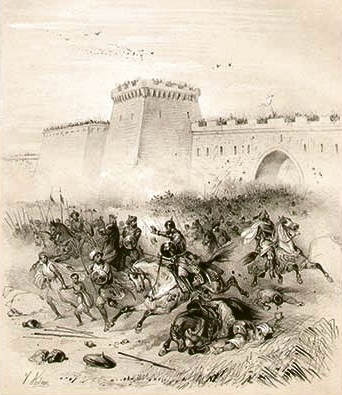
L'emperador Lluís II d'Itàlia captura la capital Bari.

## Naixements
- Abu-Bakr Muhàmmad ibn Alí ibn Àhmad al-Madharaí, visir tulúnides (Mort el 957)
- Fujiwara no Tokihira, estadista, cortesà i polític japonés (Mort el 909)
- Garcia I de Lleó - fou rei de Lleó (Mort el 914)
- Li Qi - canceller de la dinastia Liang (Mort el 930)
- Wang Jianli - general xinès (Mort el 940)

## Necrològiques
- Ethelred de Wessex - rei anglés